# 张仲翰
张仲翰（1915年—1980年），河北献县崔儿庄人，中华人民共和国政治人物。
早年组建博野河北民军。1939年，任津南抗日自卫军司令员，后任120师359旅719团团长、南下支队第三支队队长、枣阳军分区司令员。第二次国共内战期间，担任第一野战军第一兵团师长。后任中国人民解放军第九军政委、新疆生产建设兵团副政委。此后调任中华人民共和国农垦部副部长。